# Mopa-Muro
Mopa-Muro è una delle ventuno aree a governo locale (local government areas) in cui è suddiviso lo stato di Kogi, in Nigeria. Estesa su una superficie di 901 km², conta una popolazione di 44.037 abitanti.